# Гармашівка (Старобільський район)
Гармаші́вка — село в Україні, у Біловодській селищній громаді Старобільського району Луганської області. Населення становить 306 осіб. Входить у склад Біловодської селищної громади.

## Населення
За даними перепису 2001 року населення села становило 306 осіб, з них 95,75 % зазначили рідною мову українську, а 4,25 % — російську.